# Aster pseudobakerianus
Aster pseudobakerianus là một loài thực vật có hoa trong họ Cúc. Loài này được W.Lippert mô tả khoa học đầu tiên năm 1973.